# Konflikt
Pour les articles homonymes, voir Conflit.
 (février 2019).
Si vous disposez d'ouvrages ou d'articles de référence ou si vous connaissez des sites web de qualité traitant du thème abordé ici, merci de compléter l'article en donnant les références utiles à sa vérifiabilité et en les liant à la section « Notes et références ».
Pour plus de détails, voir Fiche technique et Distribution.
Konflikt (Конфликт en russe, soit Conflit en français)  est un court métrage d'animation en volume soviétique réalisé par Garri Bardine en 1983, produit par les studios Soyouzmoultfilm.

## Synopsis
D'une boîte bleue et verte sortent des allumettes coiffées d'un casque bleu ou vert. Ces allumettes se réunissent avec leurs paires de même couleurs, et créent deux pays séparés par une frontière gardée par des soldats.
Un des morceaux de bois composant la frontière se détache de sa base sous l'effet des pas des sentinelles, et tombe du côté du camp vert, agrandissant du coup le territoire bleu. Alors que la sentinelle verte remet tranquillement le morceau à sa place, le bleu tient à le laisser à sa nouvelle place, et les deux se disputent. Le bleu coupe finalement le vert en deux, et en profite pour étendre son territoire en déplaçant d'autres bouts de frontière.
C'est alors le début de la guerre entre les deux camps. Les verts massacrent la sentinelle avant d’étendre leurs territoires, et les bleus ripostent. Chaque camp de plus en plus nombreux, utilise alors de nouvelle techniques, la cavalerie, des mitraillettes, des engins motorisés...
Finalement les bleus, face à une armée entière d'allumettes vertes, décident d'utiliser l'arme ultime : une boite d'allumette qui enflamme l'armée verte en se frottant contre leurs tête. Mais les flammes qui détruisent les verts soufflent alors en direction des bleus, qui sont tous brûlés aussi.
Le paysage n'est alors plus qu'allumettes carbonisées et terre brûlée, tandis que la boite, contenant les allumettes calcinées, se referme.

## Fiche technique
- Titre original : Конфликт
- Réalisation, scénario : Garri Bardine
- Directeur de la photographie : Sergei Khlebnikov
- Compositeur : Sergei Anashkin
- Son : Vladimir Koutouzov
- Animateur : Natalia Dabija, Irina Sobinov-Kassil Sergei Kositsyn, Alla Solovieva
- Graphistes : B. Grishin, M. Mats, N. Greenberg, A. Gorbatchev, V. Ladigin
- Directeur de l'équipe : G. Hmara

## Analyse
(février 2021).
- Si vous ne connaissez pas le sujet, laissez ce bandeau (vous pouvez alors contacter les auteurs).
- Si vous supprimez le contenu mis en cause (vous pouvez préalablement contacter les auteurs),

argumentez précisément cette suppression dans la page de discussion
(un manque de référence n'est pas un argument ; une recherche réelle de référence doit avoir été effectuée, être formellement documentée).
Si le début de la vidéo est comique, avec des personnages joués par des allumettes et leur démarche un peu raide et ridicule, leur langage inventé ou même les bruitages soulignant les effets comiques, la fin tourne au dramatique, dès le moment où la "boite" enflamme l'armée verte. La musique devient plus grave, lente et funèbre, tandis que le rythme, jusque-là plutôt rapide, devient lent : la boîte tombe au ralenti sur l'armée verte, tandis qu'un travelling permet de voir le "champ de bataille" en feu tandis que les allumettes des deux camps courent en brûlant.
La couleur à une importance symbolique dans le court-métrage : si le bleu et le vert servent à différencier les deux camps, ils représentent aussi le ciel et le sol qui appartient à tel ou tel camp. Le décor entièrement blanc du début, alors que les allumettes viennent d’apparaître, symbolise la paix, tandis que le décor final, sol noir et ciel rouge, contraste avec celui-ci en montrant le chaos, la violence, le sang versé ainsi que la mort dans laquelle toutes les allumettes se retrouvent en étant consumées, indifféremment du camp qui a lancé la boite. 
Le court-métrage a été réalisé en 1983, en pleine guerre froide. La "détente" amorcée dans les années 60 a échoué et les relations entre les États-Unis et l'Union soviétique se dégradent. La course à l'arme atomique reprend alors de plus belle, et chacun craint une possible guerre atomique.  
Le court-métrage critique alors la guerre dans son ensemble, situation où tout le monde tue tout le monde avec des moyens de plus en plus perfectionnés (l'évolution des armes utilisées par les allumettes), jusqu'à la "boîte" aux effets dévastateurs puisqu'elle représente la bombe atomique, qui peut aussi bien tuer les ennemis que ceux qui l'ont lancée. Ainsi, les verts comme les bleus qui l'ont lancée sont brûlés, et la boîte qui les a tués leur sert de tombeau à la fin.

La guerre est déclarée à cause d'un petit bout de frontière qui appartient plus à un camp qu'à un autre, enchaînant sur une guerre pour le contrôle total de l'adversaire. À travers cette guerre déclarée pour une raison particulièrement absurde, Bardine dénonce le nationalisme.

## Distinctions
- Prix du Festival international du documentaire et du court-métrage de Bilbao, 1983
- Prix du Festival du film de Tampere, 1983